# Sport Lisboa e Benfica 2024-2025
Questa voce raccoglie le informazioni riguardanti il Sport Lisboa e Benfica  nelle competizioni ufficiali della stagione 2024-2025.

## Maglie e sponsor
| Casa | Trasferta |

## Rosa
Rosa e numerazione aggiornate al 13 giugno  2025 
| N. |                        | Ruolo | Calciatore          |
| -- | ---------------------- | ----- | ------------------- |
| 1  | Ucraina (bandiera)     | P     | Anatolij Trubin     |
| 3  | Spagna (bandiera)      | D     | Álvaro Carreras     |
| 4  | Portogallo (bandiera)  | D     | António Silva       |
| 5  | Brasile (bandiera)     | D     | Morato              |
| 6  | Danimarca (bandiera)   | D     | Alexander Bah       |
| 7  | Svizzera (bandiera)    | A     | Zeki Amdouni        |
| 8  | Norvegia (bandiera)    | C     | Fredrik Aursnes     |
| 9  | Brasile (bandiera)     | A     | Arthur Cabral       |
| 10 | Turchia (bandiera)     | C     | Orkun Kökçü         |
| 11 | Argentina (bandiera)   | A     | Ángel Di María      |
| 14 | Grecia (bandiera)      | A     | Vaggelīs Paulidīs   |
| 16 | Portogallo (bandiera)  | C     | Manu Silva          |
| 17 | Turchia (bandiera)     | A     | Kerem Aktürkoğlu    |
| 18 | Lussemburgo (bandiera) | C     | Leandro Barreiro    |
| 19 | Italia (bandiera)      | A     | Andrea Belotti      |
| 20 | Portogallo (bandiera)  | C     | João Mário          |
| 21 | Norvegia (bandiera)    | A     | Andreas Schjelderup |

| N. |                         | Ruolo | Calciatore                  |
| -- | ----------------------- | ----- | --------------------------- |
| 23 | Francia (bandiera)      | C     | Soualiho Meïté              |
| 24 | Portogallo (bandiera)   | P     | Samuel Soares               |
| 25 | Argentina (bandiera)    | A     | Gianluca Prestianni         |
| 26 | Svezia (bandiera)       | D     | Samuel Dahl                 |
| 27 | Portogallo (bandiera)   | A     | Bruma                       |
| 28 | Burkina Faso (bandiera) | D     | Issa Kaboré                 |
| 30 | Argentina (bandiera)    | D     | Nicolás Otamendi (capitano) |
| 32 | Argentina (bandiera)    | A     | Benjamín Rollheiser         |
| 36 | Brasile (bandiera)      | A     | Marcos Leonardo             |
| 37 | Germania (bandiera)     | A     | Jan-Niklas Beste            |
| 44 | Portogallo (bandiera)   | A     | Tomás Araújo                |
| 47 | Portogallo (bandiera)   | A     | Tiago Gouveia               |
| 61 | Portogallo (bandiera)   | C     | Florentino Luís             |
| 77 | Portogallo (bandiera)   | A     | Gerson Sousa                |
| 81 | Albania (bandiera)      | D     | Adrian Bajrami              |
| 84 | Portogallo (bandiera)   | C     | João Rego                   |
| 85 | Portogallo (bandiera)   | C     | Renato Sanches              |

## Calciomercato

### Sessione estiva
| Acquisti         | Acquisti            | Acquisti            | Acquisti                          |
| R.               | Nome                | da                  | Modalità                          |
| ---------------- | ------------------- | ------------------- | --------------------------------- |
| A                | Vaggelīs Paulidīs   | AZ Alkmaar          | definitivo (18 milioni €)         |
| A                | Kerem Aktürkoğlu    | Galatasaray         | definitivo (12 milioni €)         |
| A                | Benjamín Rollheiser | Estudiantes (LP)    | riscatto prestito (9,5 milioni €) |
| D                | Jan-Niklas Beste    | Heidenheim          | definitivo (8 milioni €)          |
| D                | Álvaro Carreras     | Manchester Utd      | riscatto prestito (6 milioni €)   |
| C                | Leandro Barreiro    | Magonza             | gratuito                          |
| C                | João Mário          | Beşiktaş            | prestito                          |
| A                | Zeki Amdouni        | Burnley             | prestito                          |
| D                | Gustavo Marques     | América-MG          | n.d.                              |
| C                | Renato Sanches      | Paris Saint-Germain | prestito                          |
| D                | Issa Kaboré         | Manchester City     | prestito                          |
| Altre operazioni |                     |                     |                                   |
| R.               | Nome                | da                  | Modalità                          |
| A                | Andreas Schjelderup | Nordsjælland        | fine prestito                     |
| C                | Soualiho Meïté      | PAOK                | fine prestito                     |
| C                | Paulo Bernardo      | Celtic              | fine prestito                     |
| C                | Tiago Dantas        | AZ Alkmaar          | fine prestito                     |
| A                | Henrique Araújo     | Famalicão           | fine prestito                     |

| Cessioni         | Cessioni            | Cessioni            | Cessioni                        |
| R.               | Nome                | a                   | Modalità                        |
| ---------------- | ------------------- | ------------------- | ------------------------------- |
| C                | João Neves          | Paris Saint-Germain | definitivo (70 milioni €)       |
| A                | Marcos Leonardo     | Al-Hilal            | definitivo (40 milioni €)       |
| C                | Paulo Bernardo      | Celtic              | riscatto prestito (4 milioni €) |
| D                | Morato              | Nottingham Forest   | definitivo (15 milioni €)       |
| A                | David Neres         | Napoli              | definitivo (28 milioni €)       |
| A                | Rafa Silva          | Beşiktaş            | svincolato                      |
| A                | Casper Tengstedt    | Verona              | prestito                        |
| A                | Henrique Araújo     | Arouca              | prestito                        |
| Altre operazioni |                     |                     |                                 |
| R.               | Nome                | da                  | Modalità                        |
| A                | Benjamín Rollheiser | Estudiantes (LP)    | fine prestito                   |
| D                | Álvaro Carreras     | Manchester Utd      | fine prestito                   |
| D                | Juan Bernat         | Paris Saint-Germain | fine prestito                   |

### Sessione invernale
| Acquisti         | Acquisti       | Acquisti          | Acquisti                   |
| R.               | Nome           | da                | Modalità                   |
| ---------------- | -------------- | ----------------- | -------------------------- |
| C                | Manu Silva     | Vitória Guimarães | definitivo (12 milioni €)  |
| A                | Bruma          | Braga             | definitivo (6,5 milioni €) |
| D                | Samuel Dahl    | Roma              | prestito (600 mila €)      |
| A                | Andrea Belotti | Como              | prestito                   |
| Altre operazioni |                |                   |                            |
| R.               | Nome           | da                | Modalità                   |
| C                | Soualiho Meïté | PAOK              | prestito                   |

| Cessioni         | Cessioni         | Cessioni        | Cessioni                 |
| R.               | Nome             | a               | Modalità                 |
| ---------------- | ---------------- | --------------- | ------------------------ |
| D                | Jan-Niklas Beste | Friburgo        | definitivo (8 milioni €) |
| D                | Issa Kaboré      | Manchester City | fine prestito            |
| Altre operazioni |                  |                 |                          |
| R.               | Nome             | da              | Modalità                 |
| A                | Gerson Sousa     | Estrela Amadora | prestito                 |

## Risultati

### Primeira Liga

#### Girone di andata
| Arbitro: | Veríssimo |

|                          |           |  |
| Sorriso 12’ Youssouf 90’ | Marcatori |  |

| Arbitro: | Vasilica |

|                                      |           |  |
| Paulidīs 70’ Gouveia 79’ Aursnes 89’ | Marcatori |  |

| Arbitro: | Malheiro |

|           |           |  |
| Kökçü 19’ | Marcatori |  |

| Arbitro: | Narciso |

|           |           |                          |
| Ofori 84’ | Marcatori | 90+7’ (rig.) M. Leonardo |

| Arbitro: | C. Pereira |

|                                                              |           |                   |
| Aktürkoğlu 27’ Florentino Luís 34’ A. Silva 47’ Di María 58’ | Marcatori | 1’ Vinícius Lopes |

| Arbitro: | J. Pinheiro |

|  |           |                                     |
|  | Marcatori | 11’ Paulidīs 31’ Kökçü 90+1’ Cabral |

| Arbitro: | Nogueira |

|                                                                              |           |               |
| Otamendi 17’ Aktürkoğlu 24’ Amdouni 78’ Florentino Luís 90’ Rollheiser 90+3’ | Marcatori | 7’ F. Correia |

| Arbitro: | Correia |

|  |           |                          |
|  | Marcatori | 59’ (rig.), 74’ Di María |

| Arbitro: | T. Martins |

|                                                        |           |  |
| Aktürkoğlu 12’, 16’, 45+2’ Schjelderup 79’ Amdouni 81’ | Marcatori |  |

| Arbitro: | C. Pereira |

|            |           |                              |
| Poveda 15’ | Marcatori | 21’ Á. Carreras 54’ Paulidīs |

| Arbitro: | João Pinheiro |

|                                                              |           |               |
| Á. Carreras 30’ Di María 56’, 82’ (rig.) N. Pérez 61’ (aut.) | Marcatori | 44’ Omorodion |

| Arbitro: | Godinho |

|  |           |                                       |
|  | Marcatori | 12’ (aut.) Fontán 71’ (rig.) Di María |

| Arbitro: | Nogueira |

|                |           |  |
| Aktürkoğlu 29’ | Marcatori |  |

| Arbitro: | Gonçalves |

|                |           |             |
| Devenish 90+4’ | Marcatori | 17’ Amdouni |

| Arbitro: | Nobre |

|                                 |           |  |
| Paulidīs 28’ Amdouni 73’, 90+4’ | Marcatori |  |

| Arbitro: | Veríssimo |

|            |           |  |
| Catamo 29’ | Marcatori |  |

| Arbitro: | Godinho |

|            |           |                                 |
| Cabral 78’ | Marcatori | 17’ F. Navarro 40’ Robson Bambu |

#### Girone di ritorno
| Arbitro: | J. Gonçalves |

|                                  |           |  |
| Barreiro 11’, 36’, 67’ Kökçü 80’ | Marcatori |  |

| Arbitro: | Nobre |

|                                              |           |                     |
| Cassiano 32’ Nuno Moreira 60’ Livolant 90+4’ | Marcatori | 14’ (rig.) Di María |

| Arbitro: | Pinheiro |

|                            |           |                                           |
| Travassos 28’ C. Banza 49’ | Marcatori | 6’ Otamendi 10’ (aut.) Dramé 34’ Paulidīs |

| Arbitro: | J. Costa |

|                                      |           |                               |
| Paulidīs 7’ (rig.), 15’ Otamendi 41’ | Marcatori | 19’ Bernardo 84’ I. Rodrigues |

| Arbitro: | H. Malheiro |

|  |           |           |
|  | Marcatori | 55’ Bruma |

| Arbitro: | J. Bessa |

|                                           |           |  |
| Belotti 28’ Paulidīs 70’ Kökçü 77’ (rig.) | Marcatori |  |

| Arbitro: | Nogueira |

|  |           |                                               |
|  | Marcatori | 22’ Aursnes 51’ Belotti 90+7’ (rig.) Di María |

| Arbitro: | Narciso |

|                                                   |           |  |
| Amdouni 5’ Kökçü 23’ (rig.) Paulidīs 90+2’ (rig.) | Marcatori |  |

| Arbitro: | J. Gonçalves |

|                          |           |                                              |
| Aguilera 64’ Clayton 75’ | Marcatori | 30’ Kökçü 53’ (rig.) Paulidīs 80’ Aktürkoğlu |

| Arbitro: | H. Carvalho |

|                                 |           |                            |
| Aktürkoğlu 7’, 54’ Paulidīs 23’ | Marcatori | 43’ Ribeiro 63’ Rony Lopes |

| Arbitro: | Pinheiro |

|              |           |                                      |
| Aghehowa 81’ | Marcatori | 1’, 43’, 69’ Paulidīs 90+4’ Otamendi |

| Arbitro: | Nobre |

|                        |           |                                  |
| Kökçü 60’ Paulidīs 80’ | Marcatori | 72’ (rig.) Yalçın 90+5’ Weverson |

| Arbitro: | Correia |

|  |           |                                   |
|  | Marcatori | 21’, 84’ Paulidīs 77’ Á. Carreras |

| Arbitro: | Macedo |

|                                                                               |           |  |
| T. Araújo 8’ Paulidīs 23’ Amdouni 26’ Aktürkoğlu 40’ Belotti 71’ Otamendi 82’ | Marcatori |  |

| Arbitro: | J. Gonçalves |

|                       |           |                         |
| Vinicius Zanocelo 78’ | Marcatori | 7’ Aursnes 35’ Otamendi |

| Arbitro: | Pinheiro |

|                |           |            |
| Aktürkoğlu 63’ | Marcatori | 4’ Trincão |

| Arbitro: | Nogueira |

|                    |           |              |
| Zalazar 24’ (rig.) | Marcatori | 63’ Paulidīs |

### Taça de Portugal
| Arbitro: | D. Silva |

|  |           |               |
|  | Marcatori | 3’, 75’ Beste |

| Lisbona 23 novembre 2024, ore 20:45 WET Sedicesimi di finale                                      | Benfica   | 7 – 0 | Estrela Amadora | Stadio da Luz |
| \| \| \| \| \| Di María 2’, 5’, 18’ Aktürkoğlu 60’ Amdouni 81’ Cabral 86’, 90’ \| Marcatori \| \| |           |       |                 |               |
|                                                                                                   |           |       |                 |               |
| Di María 2’, 5’, 18’ Aktürkoğlu 60’ Amdouni 81’ Cabral 86’, 90’                                   | Marcatori |       |                 |               |

| Arbitro: | H. Malheiro |

|           |           |                                    |
| Tomané 7’ | Marcatori | 56’ Schjelderup 58’ Cabral 62’ Bah |

| Arbitro: | Pinheiro |

|              |           |  |
| Paulidīs 39’ | Marcatori |  |

| Arbitro: | D. Silva |

|  |           |                                                                          |
|  | Marcatori | 16’ (aut.) João Pedro 26’ Rego 67’ Prestianni 72’ Cabral 84’ Schjelderup |

| Arbitro: | B.J. Costa |

|                                                       |           |  |
| A. Silva 45+3’ Bajrami 74’ Belotti 78’ Barreiro 90+1’ | Marcatori |  |

| Arbitro: | Godinho (Évora) |

|           |           |                                                  |
| Kökçü 47’ | Marcatori | 90+10’ (rig.) Gyökeres 99’ Harder 120+1’ Trincão |

### Taça da Liga
| Arbitro: | Malheiro |

|                                |           |  |
| Di María 71’ Paulidīs 76’, 80’ | Marcatori |  |

| Arbitro: | C. Pereira |

|                                   |           |  |
| Di María 27’, 37’ Á. Carreras 28’ | Marcatori |  |

#### Finale
| Arbitro: | Pinheiro (Braga) |

|                                                          |                      |                                                                        |
| Gyökeres 43’ (rig.)                                      | Marcatori            | 29’ Schjelderup                                                        |
| Gyökeres Hjulmand Harder M. Araújo Debast Quenda Trincão | Tiri di rigore 6 – 7 | Di María Amdouni Otamendi Aktürkoğlu R. Sanches L. Barreiro Florentino |

### UEFA Champions League

#### Fase campionato
| Arbitro: | Oliver |

|            |           |                         |
| Milson 86’ | Marcatori | 9’ Aktürkoğlu 29’ Kökçü |

| Arbitro: | Gözübüyük |

|                                                             |           |  |
| Aktürkoğlu 13’ Di María 52’ (rig.) Bah 75’ Kökçü 84’ (rig.) | Marcatori |  |

| Arbitro: | Umut Meler |

|                |           |                             |
| Aktürkoğlu 66’ | Marcatori | 12’ Ueda 33’, 90+2’ Milambo |

| Arbitro: | Massa |

|             |           |  |
| Musiala 67’ | Marcatori |  |

| Arbitro: | Obrenovič |

|                            |           |                                     |
| Ben Seghir 13’ Magassa 67’ | Marcatori | 48’ Paulidīs 84’ Cabral 88’ Amdouni |

| Lisbona 11 dicembre 2024, ore 21:00 CET 6ª giornata | Benfica  | 0 – 0 referto | Bologna | Stadio da Luz (60 650 spett.)\| Arbitro: \| Petrescu \| |
| Arbitro:                                            | Petrescu |               |         |                                                         |

| Arbitro: | Makkelie |

|                                                   |           |                                                                      |
| Paulidīs 2’, 22’, 30’ (rig.) R. Araújo 68’ (aut.) | Marcatori | 13’ (rig.), 78’ (rig.) Lewandowski 64’, 90+6’ Raphinha 86’ E. García |

| Arbitro: | Kovács |

|  |           |                        |
|  | Marcatori | 16’ Paulidīs 80’ Kökçü |

#### Fase a eliminazione diretta

##### Spareggi
| Arbitro: | Mariani |

|  |           |              |
|  | Marcatori | 48’ Paulidīs |

| Arbitro: | Nyberg |

|                                              |           |                                            |
| Aktürkoğlu 22’ Paulidīs 76’ (rig.) Kökçü 84’ | Marcatori | 32’ Minamino 51’ Ben Seghir 81’ Ilenikhena |

##### Ottavi di finale
| Arbitro: | Zwayer |

|  |           |              |
|  | Marcatori | 61’ Raphinha |

| Arbitro: | Letexier |

|                             |           |              |
| Raphinha 11’, 42’ Yamal 27’ | Marcatori | 13’ Otamendi |

### Coppa del mondo per club FIFA

#### Fase a gironi
| Arbitro: | Ramos |

|                             |           |                                    |
| Merentiel 21’ Battaglia 27’ | Marcatori | 45+3’ (rig.) Di María 84’ Otamendi |

| Arbitro: | Falahi |

|                                                                                |           |  |
| Di María 45+8’ (rig.), 90+8’ (rig.) Paulidīs 53’ Sanches 63’ Barreiro 76’, 78’ | Marcatori |  |

| Arbitro: | Letexier |

|                 |           |  |
| Schjelderup 13’ | Marcatori |  |

#### Ottavi di finale
| Arbitro: | Vinčić |

|                       |           |                                                    |
| Di María 90+5’ (rig.) | Marcatori | 64’ James 108’ Nkunku 114’ Neto 117’ Dewsbury-Hall |

## Statistiche finali

### Statistiche di squadra
| Competizione             | Punti | In casa | In casa | In casa | In casa | In casa | In casa | In trasferta | In trasferta | In trasferta | In trasferta | In trasferta | In trasferta | In campo neutro | In campo neutro | In campo neutro | In campo neutro | In campo neutro | In campo neutro | Totale | Totale | Totale | Totale | Totale | Totale | DR  |
| Competizione             | Punti | G       | V       | N       | P       | Gf      | Gs      | G            | V            | N            | P            | Gf           | Gs           | G               | V               | N               | P               | Gf              | Gs              | G      | V      | N      | P      | Gf     | Gs     | DR  |
| ------------------------ | ----- | ------- | ------- | ------- | ------- | ------- | ------- | ------------ | ------------ | ------------ | ------------ | ------------ | ------------ | --------------- | --------------- | --------------- | --------------- | --------------- | --------------- | ------ | ------ | ------ | ------ | ------ | ------ | --- |
| Primeira Liga            | 80    | 17      | 14      | 2       | 1       | 52      | 12      | 17           | 11           | 3            | 3            | 32           | 16           | -               | -               | -               | -               | -               | -               | 34     | 25     | 5      | 4      | 84     | 28     | +56 |
| Taça de Portugal         | -     | 3       | 3       | 0       | 0       | 12      | 0       | 3            | 3            | 0            | 0            | 10           | 1            | 1               | 0               | 0               | 1               | 1               | 3               | 7      | 6      | 0      | 1      | 22     | 4      | +18 |
| Taça da Liga             | -     | 1       | 1       | 0       | 0       | 3       | 0       | -            | -            | -            | -            | -            | -            | 2               | 1               | 1               | 0               | 4               | 1               | 3      | 2      | 1      | 0      | 7      | 1      | +6  |
| Champions League         | 13    | 6       | 1       | 2       | 3       | 12      | 12      | 6            | 4            | 0            | 2            | 9            | 7            | -               | -               | -               | -               | -               | -               | 12     | 5      | 2      | 5      | 21     | 19     | +2  |
| Coppa del mondo per club | -     | -       | -       | -       | -       | -       | -       | -            | -            | -            | -            | -            | -            | 4               | 2               | 1               | 1               | 10              | 6               | 4      | 2      | 1      | 1      | 10     | 6      | +4  |
| Totale                   | -     | 27      | 19      | 4       | 4       | 68      | 24      | 26           | 18           | 3            | 5            | 51           | 24           | 7               | 3               | 2               | 2               | 15              | 10              | 60     | 40     | 9      | 11     | 144    | 58     | +86 |

### Andamento in campionato
| Giornata  | 1  | 2 | 3 | 4 | 5 | 6 | 7 | 8 | 9 | 10 | 11 | 12 | 13 | 14 | 15 | 16 | 17 | 18 | 19 | 20 | 21 | 22 | 23 | 24 | 25 | 26 | 27 | 28 | 29 | 30 | 31 | 32 | 33 | 34 |
| --------- | -- | - | - | - | - | - | - | - | - | -- | -- | -- | -- | -- | -- | -- | -- | -- | -- | -- | -- | -- | -- | -- | -- | -- | -- | -- | -- | -- | -- | -- | -- | -- |
| Luogo     | T  | C | C | T | C | T | C | T | C | T  | C  | T  | C  | T  | C  | T  | C  | C  | T  | T  | C  | T  | C  | T  | C  | T  | C  | T  | C  | T  | C  | T  | C  | T  |
| Risultato | P  | V | V | N | V | V | V | V | V | V  | V  | V  | V  | N  | V  | P  | P  | V  | P  | V  | V  | V  | V  | V  | V  | V  | V  | V  | N  | V  | V  | V  | N  | N  |
| Posizione | 16 | 8 | 6 | 7 | 4 | 3 | 3 | 2 | 3 | 3  | 3  | 3  | 2  | 3  | 1  | 3  | 3  | 2  | 2  | 2  | 2  | 2  | 2  | 2  | 2  | 2  | 2  | 1  | 2  | 2  | 2  | 2  | 2  | 2  |

Legenda:

Luogo: C = Casa; T = Trasferta. Risultato: V = Vittoria; N = Pareggio; P = Sconfitta.

### Andamento in Champions League
| Giornata  | 1  | 2 | 3  | 4  | 5  | 6  | 7  | 8  |
| --------- | -- | - | -- | -- | -- | -- | -- | -- |
| Luogo     | T  | C | C  | T  | T  | C  | C  | T  |
| Risultato | V  | V | P  | P  | V  | N  | P  | V  |
| Posizione | 11 | 3 | 13 | 19 | 13 | 15 | 21 | 16 |

Legenda:

Luogo: C = Casa; T = Trasferta. Risultato: V = Vittoria; N = Pareggio; P = Sconfitta.

### Statistiche individuali
| Giocatore      | Primeira Liga | Primeira Liga | Primeira Liga | Primeira Liga | Taça de Portugal+Taça de Liga | Taça de Portugal+Taça de Liga | Taça de Portugal+Taça de Liga | Taça de Portugal+Taça de Liga | UEFA Champions League | UEFA Champions League | UEFA Champions League | UEFA Champions League | Coppa del Mondo per club FIFA | Coppa del Mondo per club FIFA | Coppa del Mondo per club FIFA | Coppa del Mondo per club FIFA | Totale   | Totale | Totale      | Totale     |
| Giocatore      | Presenze      | Reti          | Ammonizioni   | Espulsioni    | Presenze                      | Reti                          | Ammonizioni                   | Espulsioni                    | Presenze              | Reti                  | Ammonizioni           | Espulsioni            | Presenze                      | Reti                          | Ammonizioni                   | Espulsioni                    | Presenze | Reti   | Ammonizioni | Espulsioni |
| -------------- | ------------- | ------------- | ------------- | ------------- | ----------------------------- | ----------------------------- | ----------------------------- | ----------------------------- | --------------------- | --------------------- | --------------------- | --------------------- | ----------------------------- | ----------------------------- | ----------------------------- | ----------------------------- | -------- | ------ | ----------- | ---------- |
| K. Aktürkoğlu  | 30            | 11            | 3             | 0             | 4+3                           | 1+0                           | 0                             | 0                             | 12                    | 4                     | 1                     | 0                     | 4                             | 0                             | 0                             | 0                             | 53       | 16     | 4           | 0          |
| Z. Amdouni     | 24            | 7             | 1             | 0             | 6+2                           | 1+0                           | 0                             | 0                             | 11                    | 1                     | 2                     | 0                     | 0                             | 0                             | 0                             | 0                             | 43       | 9      | 3           | 0          |
| T. Araújo      | 28            | 1             | 1             | 0             | 3+2                           | 0                             | 0                             | 0                             | 10                    | 0                     | 0                     | 0                     | 0                             | 0                             | 0                             | 0                             | 43       | 1      | 1           | 0          |
| F. Aursnes     | 29            | 3             | 1             | 0             | 5+3                           | 0                             | 0                             | 0                             | 12                    | 0                     | 2                     | 0                     | 4                             | 0                             | 0                             | 0                             | 53       | 3      | 3           | 0          |
| A. Bah         | 18            | 0             | 2             | 0             | 2+2                           | 1+0                           | 0                             | 0                             | 7                     | 1                     | 2                     | 0                     | 0                             | 0                             | 0                             | 0                             | 29       | 2      | 4           | 0          |
| A. Bajrami     | 1             | 0             | 0             | 0             | 3+0                           | 1+0                           | 0                             | 0                             | 0                     | 0                     | 0                     | 0                     | 2                             | 0                             | 1                             | 0                             | 6        | 1      | 1           | 0          |
| L. Barreiro    | 27            | 3             | 5             | 0             | 6+1                           | 1+0                           | 0                             | 0                             | 9                     | 0                     | 2                     | 0                     | 4                             | 2                             | 0                             | 0                             | 47       | 6      | 7           | 0          |
| J.-N. Beste    | 13            | 0             | 3             | 0             | 2+2                           | 2+0                           | 0                             | 0                             | 5                     | 0                     | 0                     | 0                     | 0                             | 0                             | 0                             | 0                             | 22       | 2      | 3           | 0          |
| A. Belotti     | 14            | 3             | 0             | 0             | 4+0                           | 1+0                           | 0                             | 0                             | 4                     | 0                     | 0                     | 0                     | 2                             | 0                             | 0                             | 1                             | 24       | 4      | 0           | 1          |
| Bruma          | 10            | 1             | 0             | 0             | 3+0                           | 0                             | 0                             | 0                             | 0                     | 0                     | 0                     | 0                     | 1                             | 0                             | 0                             | 0                             | 14       | 1      | 0           | 0          |
| A. Cabral      | 21            | 2             | 2             | 0             | 5+2                           | 4+0                           | 1+0                           | 0                             | 6                     | 1                     | 0                     | 0                     | 0                             | 0                             | 0                             | 0                             | 34       | 7      | 3           | 0          |
| S. Dahl        | 11            | 0             | 0             | 0             | 4+0                           | 0+0                           | 1+0                           | 0                             | 3                     | 0                     | 0                     | 0                     | 4                             | 0                             | 0                             | 0                             | 22       | 0      | 1           | 0          |
| Á. Di María    | 25            | 8             | 5             | 0             | 3+3                           | 3+3                           | 0                             | 0                             | 9                     | 1                     | 0                     | 0                     | 4                             | 4                             | 0                             | 0                             | 44       | 19     | 5           | 0          |
| H. Félix       | 0             | 0             | 0             | 0             | 1+0                           | 0+0                           | 0                             | 0                             | 0                     | 0                     | 0                     | 0                     | 0                             | 0                             | 0                             | 0                             | 1        | 0      | 0           | 0          |
| Nuno Félix     | 2             | 0             | 0             | 0             | 1+0                           | 0+0                           | 0                             | 0                             | 0                     | 0                     | 0                     | 0                     | 0                             | 0                             | 0                             | 0                             | 3        | 0      | 0           | 0          |
| Á. Carreras    | 32            | 3             | 8             | 0             | 5+3                           | 0+1                           | 3+1                           | 0                             | 10                    | 0                     | 5                     | 0                     | 2                             | 0                             | 2                             | 0                             | 52       | 4      | 19          | 0          |
| Florentino     | 26            | 2             | 7             | 0             | 6+2                           | 0                             | 0                             | 0                             | 9                     | 0                     | 3                     | 0                     | 2                             | 0                             | 1                             | 0                             | 45       | 2      | 11          | 0          |
| A. Gomes       | 0             | -0            | 0             | 0             | 1+0                           | -0                            | 0                             | 0                             | 0                     | -0                    | 0                     | 0                     | 0                             | -0                            | 0                             | 0                             | 1        | -0     | 0           | 0          |
| T. Gouveia     | 4             | 1             | 1             | 0             | 2+0                           | 0                             | 0                             | 0                             | 0                     | 0                     | 0                     | 0                     | 3                             | 0                             | 2                             | 0                             | 9        | 1      | 3           | 0          |
| I. Kaboré      | 3             | 0             | 0             | 0             | 1+1                           | 0                             | 0                             | 0                             | 2                     | 0                     | 1                     | 0                     | 0                             | 0                             | 0                             | 0                             | 7        | 0      | 1           | 0          |
| O. Kökçü       | 33            | 7             | 8             | 0             | 3+3                           | 1+0                           | 1+0                           | 0                             | 12                    | 4                     | 2                     | 0                     | 4                             | 0                             | 2                             | 0                             | 55       | 12     | 13          | 0          |
| M. Leonardo    | 3             | 1             | 0             | 0             | 0                             | 0                             | 0                             | 0                             | 0                     | 0                     | 0                     | 0                     | 0                             | 0                             | 0                             | 0                             | 3        | 1      | 0           | 0          |
| João Mário     | 2             | 0             | 1             | 0             | 0                             | 0                             | 0                             | 0                             | 0                     | 0                     | 0                     | 0                     | 0                             | 0                             | 0                             | 0                             | 2        | 0      | 1           | 0          |
| Manu           | 3             | 0             | 1             | 0             | 0+0                           | 0                             | 0                             | 0                             | 0                     | 0                     | 0                     | 0                     | 0                             | 0                             | 0                             | 0                             | 3        | 0      | 1           | 0          |
| Morato         | 1             | 0             | 0             | 0             | 0                             | 0                             | 0                             | 0                             | 0                     | 0                     | 0                     | 0                     | 0                             | 0                             | 0                             | 0                             | 1        | 0      | 0           | 0          |
| N. Otamendi    | 31            | 6             | 4             | 0             | 3+3                           | 0                             | 0                             | 0                             | 12                    | 1                     | 2                     | 0                     | 4                             | 1                             | 1                             | 0                             | 53       | 8      | 7           | 0          |
| V. Paulidīs    | 34            | 19            | 3             | 0             | 4+3                           | 1+2                           | 0                             | 0                             | 12                    | 7                     | 1                     | 0                     | 4                             | 1                             | 2                             | 0                             | 57       | 30     | 6           | 0          |
| G. Prestianni  | 8             | 0             | 1             | 0             | 2+0                           | 1+0                           | 0                             | 0                             | 0                     | 0                     | 0                     | 0                     | 4                             | 0                             | 2                             | 1                             | 14       | 1      | 3           | 1          |
| D. Prioste     | 1             | 0             | 0             | 0             | 0                             | 0                             | 0                             | 0                             | 0                     | 0                     | 0                     | 0                     | 0                             | 0                             | 0                             | 0                             | 1        | 0      | 0           | 0          |
| J. Rego        | 3             | 0             | 0             | 0             | 3+1                           | 1+0                           | 0                             | 0                             | 4                     | 0                     | 1                     | 0                     | 2                             | 0                             | 0                             | 0                             | 13       | 1      | 1           | 0          |
| B. Rollheiser  | 9             | 1             | 1             | 0             | 3+0                           | 0                             | 1+0                           | 0                             | 6                     | 0                     | 0                     | 0                     | 0                             | 0                             | 0                             | 0                             | 18       | 1      | 2           | 0          |
| R. Sanches     | 10            | 0             | 0             | 0             | 1+3                           | 0                             | 0                             | 0                             | 4                     | 0                     | 1                     | 0                     | 3                             | 1                             | 1                             | 0                             | 21       | 1      | 2           | 0          |
| L. Santos      | 3             | 0             | 1             | 0             | 2+0                           | 0                             | 0                             | 0                             | 0                     | 0                     | 0                     | 0                     | 0                             | 0                             | 0                             | 0                             | 5        | 0      | 1           | 0          |
| S. Soares      | 2             | -0            | 0             | 0             | 7+0                           | -4                            | 1+0                           | 0                             | 0                     | 0                     | 0                     | 0                     | 0                             | 0                             | 0                             | 0                             | 9        | -4     | 1           | 0          |
| A. Schjelderup | 20            | 1             | 0             | 0             | 7+3                           | 2+1                           | 0                             | 0                             | 7                     | 0                     | 0                     | 0                     | 3                             | 1                             | 0                             | 0                             | 40       | 5      | 0           | 0          |
| A. Silva       | 23            | 1             | 2             | 0             | 7+3                           | 1+0                           | 0                             | 0                             | 9                     | 0                     | 2                     | 0                     | 4                             | 0                             | 1                             | 0                             | 46       | 2      | 5           | 0          |
| G. Sousa       | 0             | 0             | 0             | 0             | 1+0                           | 0                             | 0                             | 0                             | 0                     | 0                     | 0                     | 0                     | 0                             | 0                             | 0                             | 0                             | 1        | 0      | 0           | 0          |
| A. Trubin      | 32            | -28           | 1             | 0             | 0+3                           | -1                            | 0                             | 0                             | 12                    | -19                   | 0                     | 0                     | 4                             | -6                            | 0                             | 0                             | 51       | -54    | 1           | 0          |
| J. Veloso      | 0             | 0             | 0             | 0             | 1+0                           | 0                             | 0                             | 0                             | 0                     | 0                     | 0                     | 0                     | 1                             | 0                             | 0                             | 0                             | 2        | 0      | 0           | 0          |
| J. Wynder      | 0             | 0             | 0             | 0             | 1+0                           | 0                             | 0                             | 0                             | 0                     | 0                     | 0                     | 0                     | 0                             | 0                             | 0                             | 0                             | 1        | 0      | 0           | 0          |